# Ніфонтов Іван Віталійович
Іван Віталійович Ніфонтов (рос. Иван Витальевич Нифонтов, 5 червня 1987) — російський дзюдоїст, олімпійський медаліст.

## Виступи на Олімпіадах
| Олімпіада   | Дисципліна             | Місце |
| ----------- | ---------------------- | ----- |
| Лондон 2012 | напівсередня категорія | =3    |